# Lenta
Lenta (Лентa) er en russisk dagligvarekoncern, der driver supermarkeder og hypermarkeder i Rusland. I alt har de 122 hypermarkeder og 27 supermarkeder.
Den blev etableret i 1993 af Oleg Zherebtsov i Sankt Petersborg.